# Borja García
Borja García Freire (Madrid, 19 febbraio 1990) è un ex calciatore spagnolo, di ruolo centrocampista.

## Carriera

### Club
A partire dalla stagione 2010-2011 fino al termine della stagione 2013-2014 giocato nella seconda serie spagnola, categoria in cui ha giocato complessivamente 121 partite e segnato 29 gol. Successivamente nella stagione 2014-2015 ha giocato in prima divisione con il Córdoba; ha giocato in questa categoria anche dal 2017 al 2019 con il Girona.

### Nazionale
Nel 2008 ha giocato 2 partite amichevoli con l'Under-19.

## Statistiche

### Presenze e reti nei club
Statistiche aggiornate al 21 dicembre 2023.
| Stagione                    | Squadra                     | Campionato                  | Campionato | Campionato | Coppe nazionali | Coppe nazionali | Coppe nazionali | Coppe continentali | Coppe continentali | Coppe continentali | Altre coppe | Altre coppe | Altre coppe | Totale | Totale |
| Stagione                    | Squadra                     | Comp                        | Pres       | Reti       | Comp            | Pres            | Reti            | Comp               | Pres               | Reti               | Comp        | Pres        | Reti        | Pres   | Reti   |
| --------------------------- | --------------------------- | --------------------------- | ---------- | ---------- | --------------- | --------------- | --------------- | ------------------ | ------------------ | ------------------ | ----------- | ----------- | ----------- | ------ | ------ |
| 2010-2011                   | Rayo Vallecano              | SD                          | 5          | 0          | CR              | 0               | 0               |                    |                    |                    |             |             |             | 5      | 0      |
| 2011-2012                   | Córdoba                     | SD                          | 36         | 16         | CR              | 4               | 2               |                    |                    |                    |             |             |             | 40     | 18     |
| 2012-2013                   | Real M. Castilla            | SD                          | 31         | 9          | CR              | 0               | 0               |                    |                    |                    |             |             |             | 31     | 9      |
| 2013-2014                   | Real M. Castilla            | SD                          | 25         | 2          | CR              | 0               | 0               |                    |                    |                    |             |             |             | 25     | 2      |
| Totale Real Madrid Castilla | Totale Real Madrid Castilla | Totale Real Madrid Castilla | 56         | 11         |                 | 0               | 0               |                    |                    |                    |             |             |             | 56     | 11     |
| 2014-2015                   | Córdoba                     | PD                          | 28         | 1          | CR              | 1               | 0               |                    |                    |                    |             |             |             | 29     | 1      |
| Totale Cordoba              | Totale Cordoba              | Totale Cordoba              | 64         | 17         |                 | 5               | 2               |                    |                    |                    |             |             |             | 69     | 19     |
| 2015-2016                   | Girona                      | SD                          | 35         | 3          | CR              | 0               | 0               |                    |                    |                    |             |             |             | 35     | 3      |
| 2016-2017                   | Girona                      | SD                          | 39         | 7          | CR              | 1               | 0               |                    |                    |                    |             |             |             | 40     | 7      |
| 2017-2018                   | Girona                      | PD                          | 37         | 2          | CR              | 1               | 0               |                    |                    |                    |             |             |             | 38     | 2      |
| 2018-2019                   | Girona                      | PD                          | 33         | 1          | CR              | 4               | 0               |                    |                    |                    |             |             |             | 37     | 1      |
| 2019-2020                   | Girona                      | SD                          | 41         | 5          | CR              | 0               | 0               |                    |                    |                    |             |             |             | 41     | 5      |
| 2020-2021                   | Huesca                      | PD                          | 21         | 1          | CR              | 0               | 0               |                    |                    |                    |             |             |             | 21     | 1      |
| 2021-2022                   | Girona                      | SD                          | 28         | 2          | CR              | 2               | 0               |                    |                    |                    |             |             |             | 30     | 2      |
| 2022-2023                   | Girona                      | PD                          | 11         | 1          | CR              | 0               | 0               |                    |                    |                    |             |             |             | 11     | 1      |
| 2023-2024                   | Girona                      | PD                          | 0          | 0          | CR              | 0               | 0               |                    |                    |                    |             |             |             | 0      | 0      |
| Totale Girona               | Totale Girona               | Totale Girona               | 224        | 21         |                 | 8               | 0               |                    | 0                  | 0                  |             | 0           | 0           | 232    | 21     |
| Totale carriera             | Totale carriera             | Totale carriera             | 370        | 50         |                 | 13              | 2               |                    | 0                  | 0                  |             | 0           | 0           | 383    | 52     |